# Église Notre-Dame-de-Nazareth de Paris
Pour les articles homonymes, voir Église Notre-Dame-de-Nazareth, Église Notre-Dame et Notre-Dame.
L'église catholique Notre-Dame-de-Nazareth est située au 349—351 rue Lecourbe dans le 15e arrondissement de Paris. La paroisse est animée par les Religieux de Saint Vincent de Paul.

## Histoire
Des religieux de Saint Vincent de Paul s'installent dans ce quartier le 15 octobre 1935 pour se consacrer à la jeunesse ouvrière.
L'église est ouverte le 7 octobre 1957 et restaurée en 2001.

## Galerie

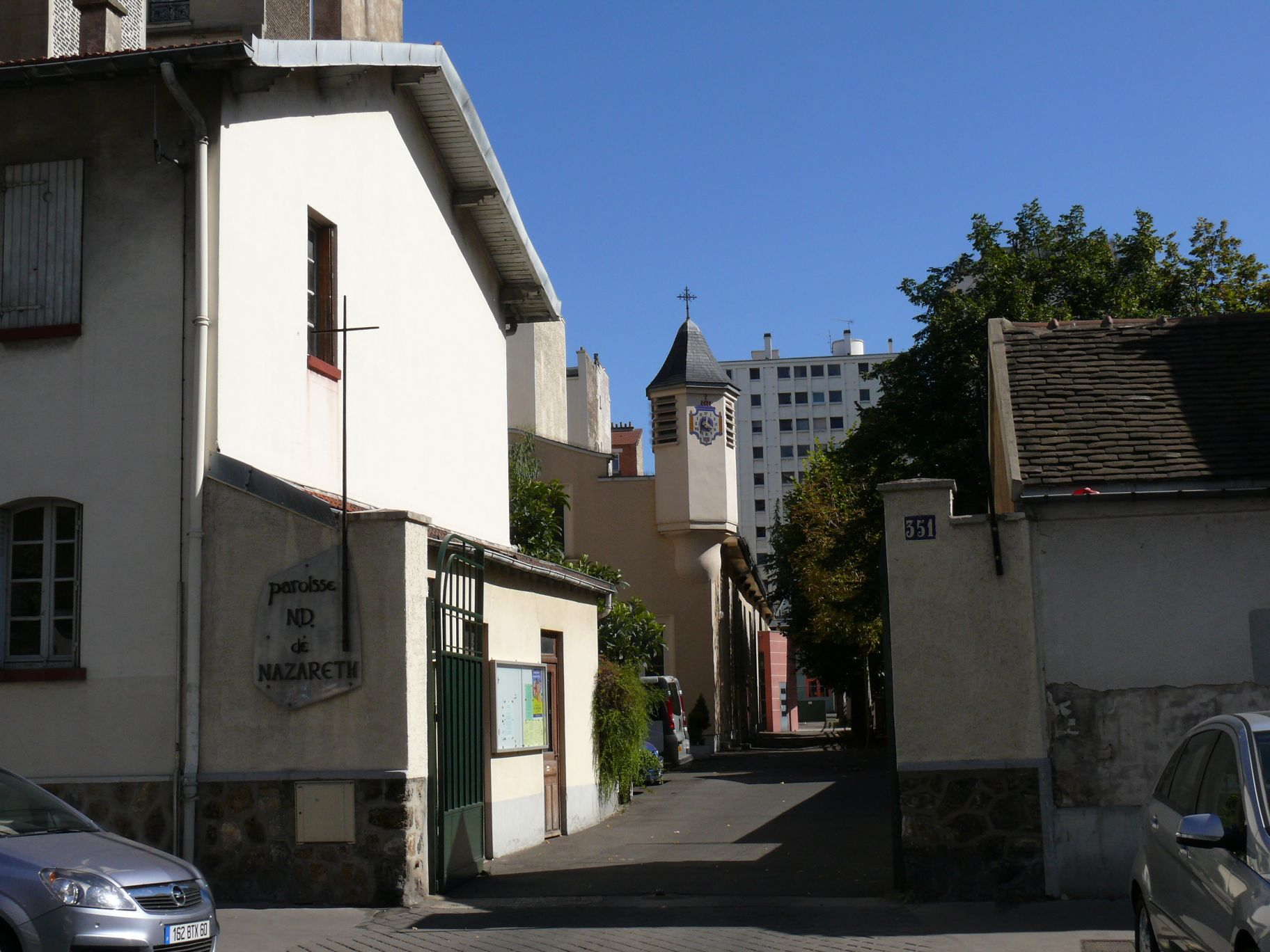
Vue de la rue.
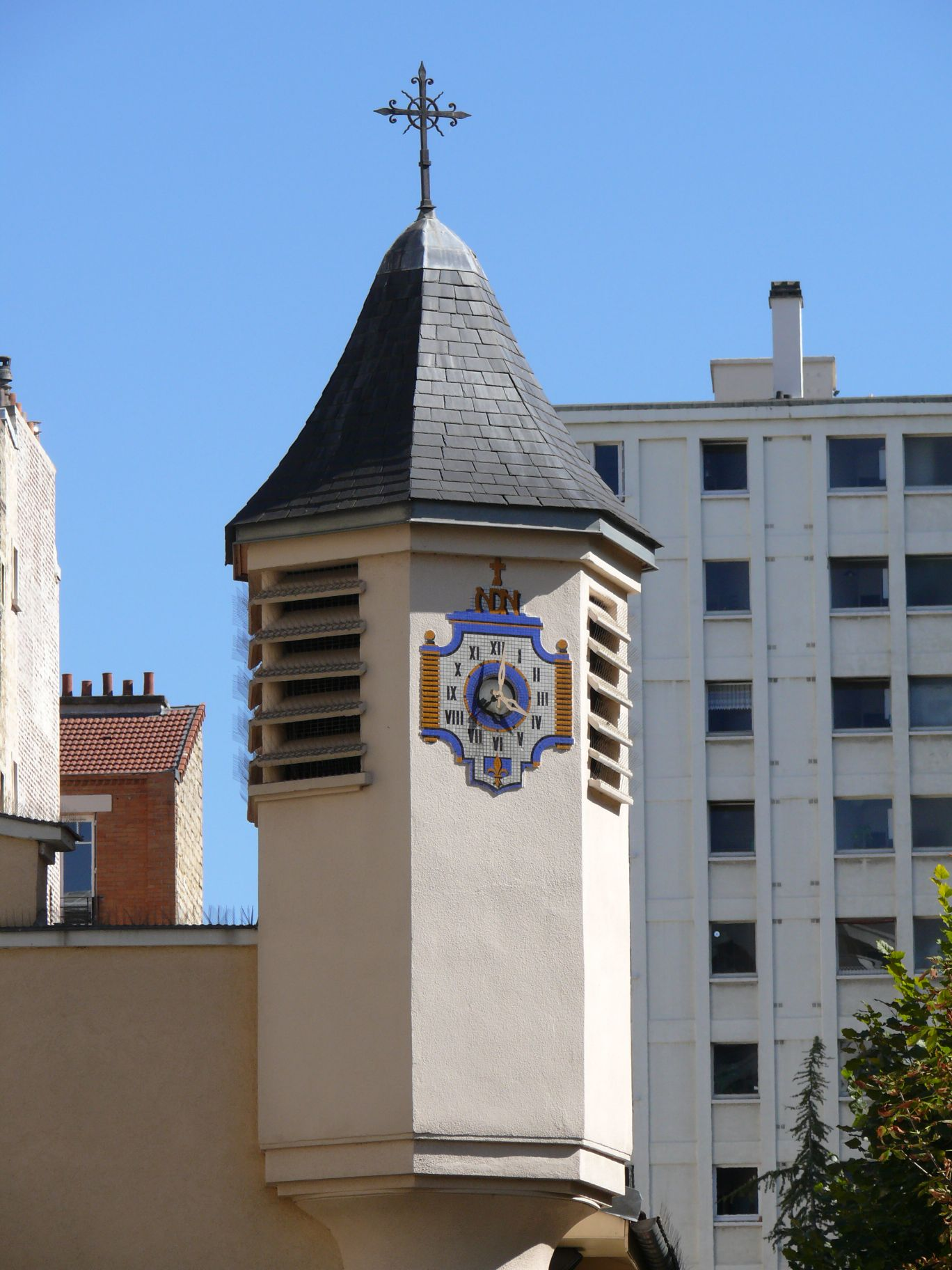
Clocher.
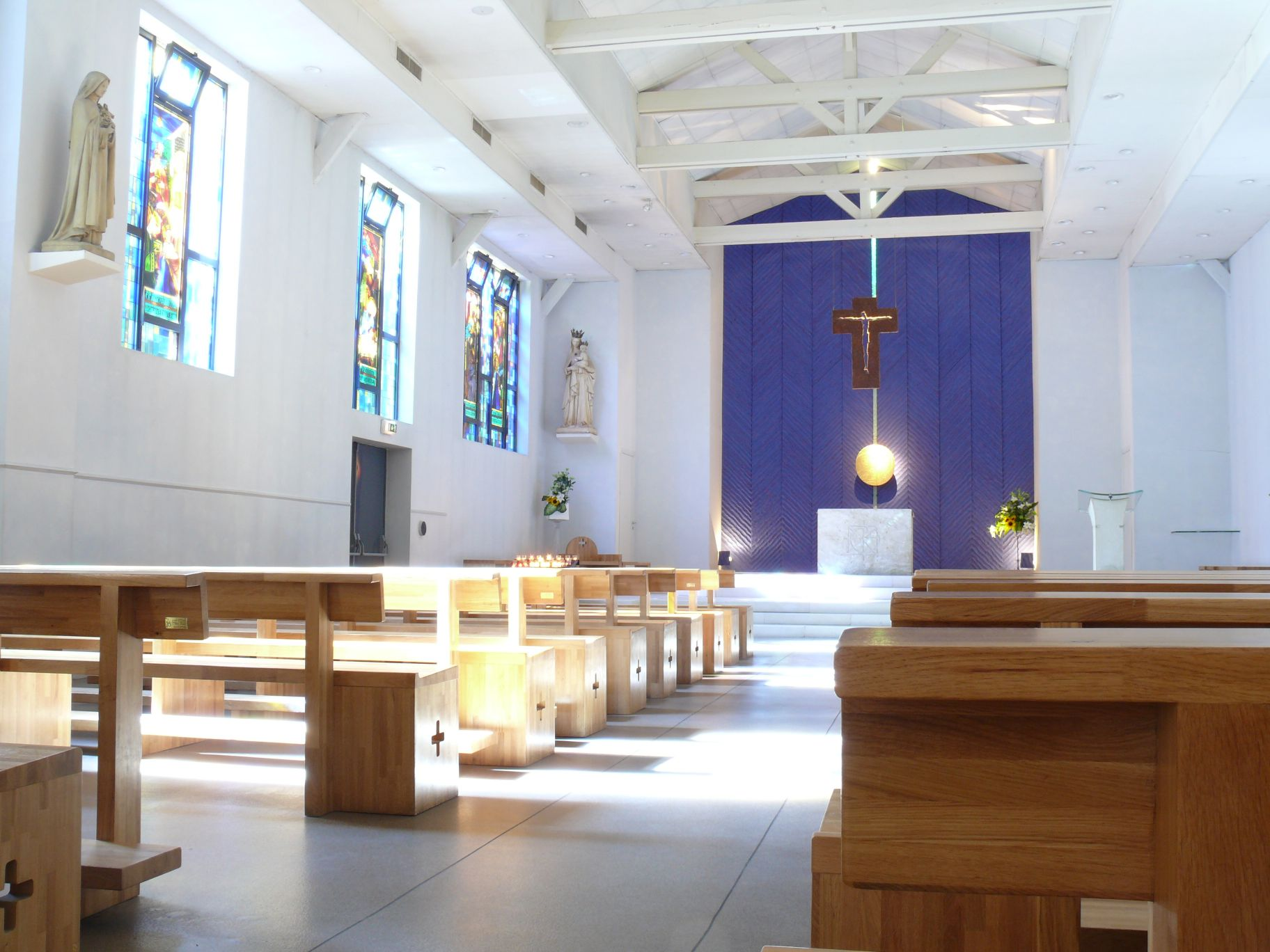
Nef et autel.
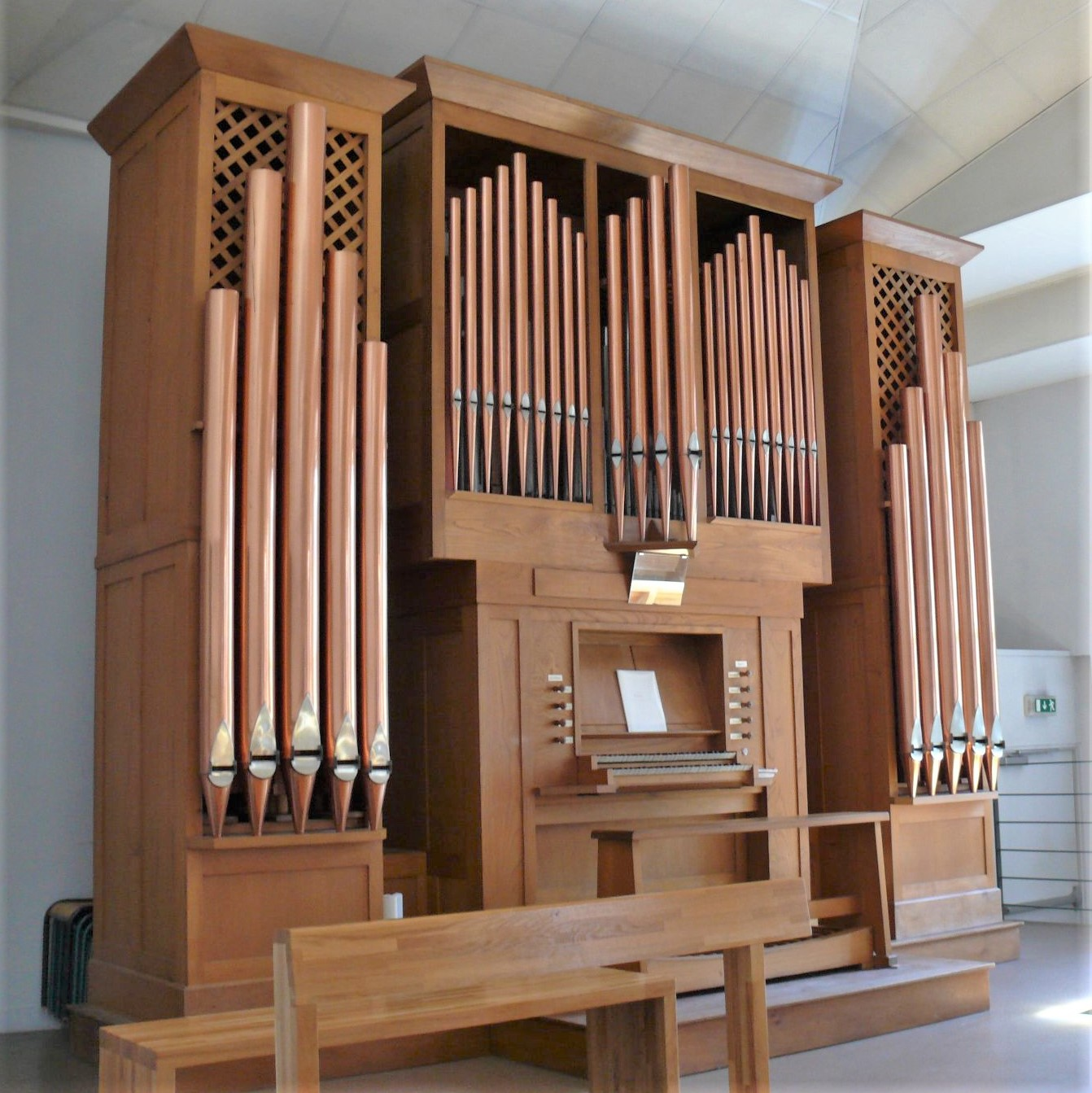
Orgue.
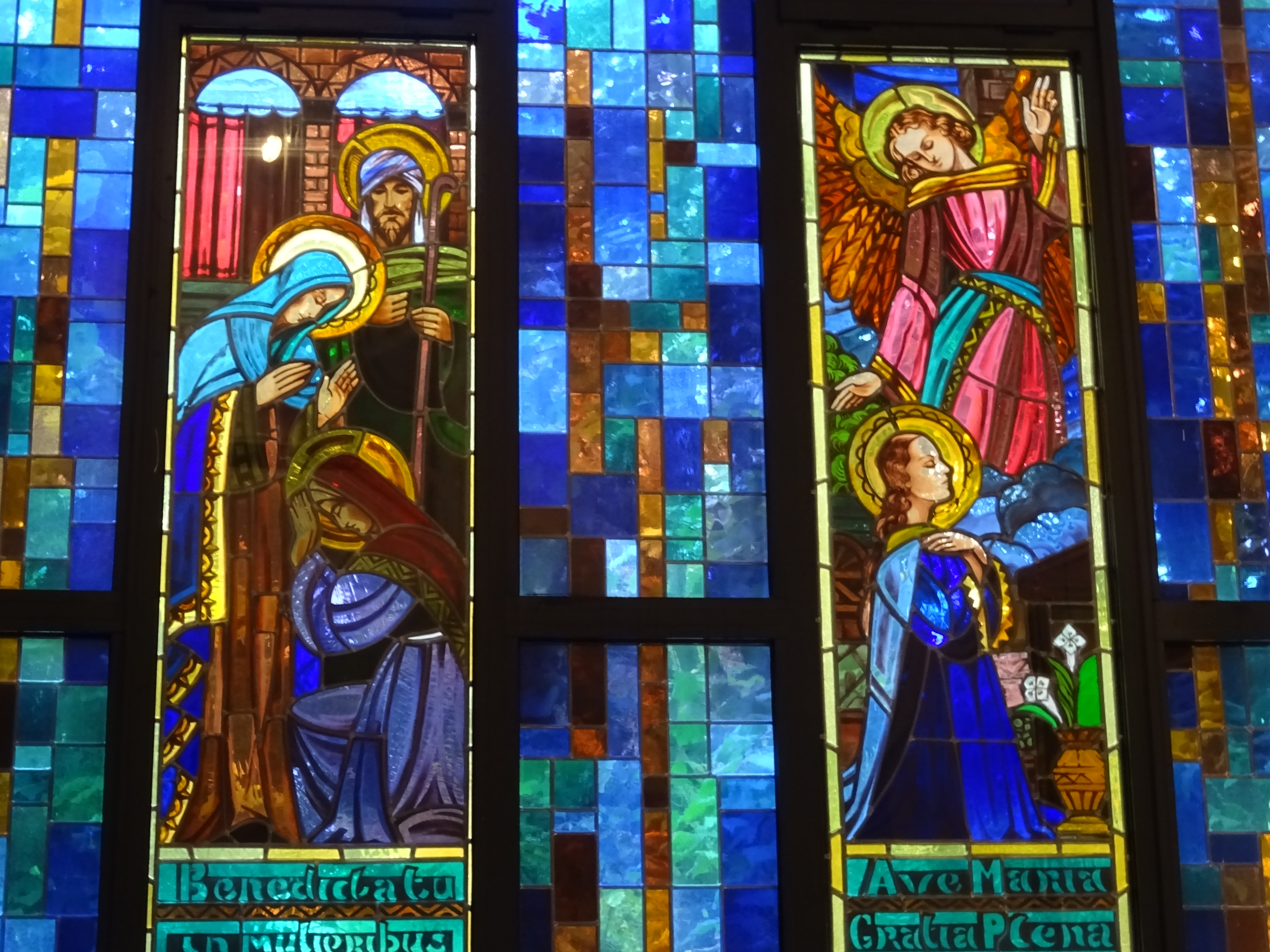
Vitraux.
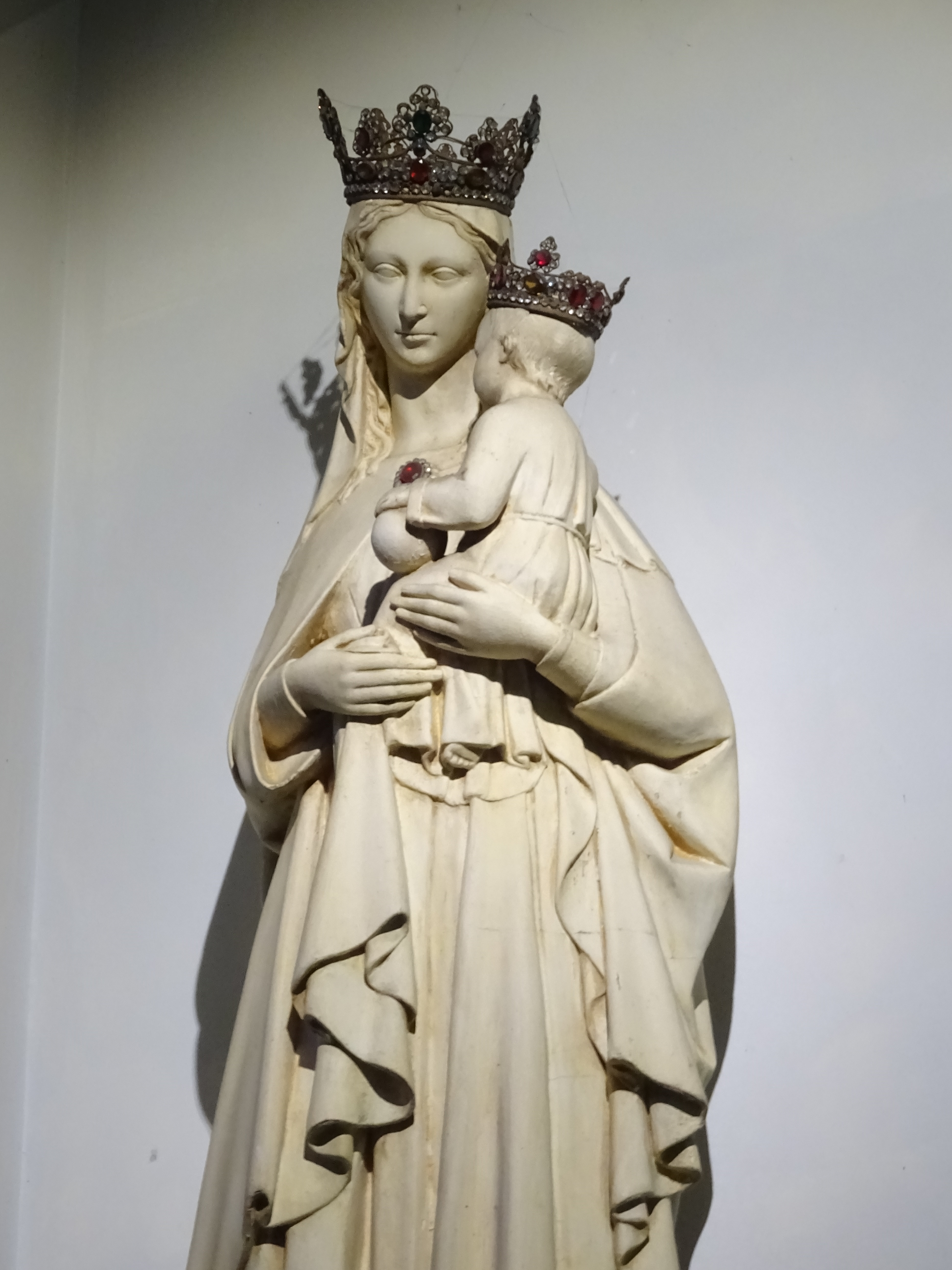
Statue de Vierge à l'Enfant.

### Articles liés
- Religieux de Saint-Vincent-de-Paul
- Liste des édifices religieux de Paris
- Archidiocèse de Paris